# Discographie de Cannonball Adderley
La discographie de Cannonball Adderley, saxophoniste américain de jazz, comprend une cinquantaine de disques enregistrés en studio ou en live et publiés en tant que leader. Cannonball Adderley a aussi collaboré avec de nombreux musiciens, en particulier Miles Davis.

## Discographie
Dans les années 1960, Cannonball Adderley fait paraître de nombreux disques enregistrés lors de concerts. Son principal succès est cependant l'album Mercy, Mercy, Mercy!, enregistré en studio avec un public et qui rencontre un grand succès à sa sortie,.

### En leader

#### Années 1950
| Enregistrement | Nom de l'album                                       | Label              | Notes                                                              |
| -------------- | ---------------------------------------------------- | ------------------ | ------------------------------------------------------------------ |
| 1955           | Presenting Cannonball                                | Savoy Records      | Album studio.                                                      |
| 1955           | Julian « Cannonball » Adderley                       | EmArcy Records.    | Album studio.                                                      |
| 1955           | Julian Cannonball Adderley and Strings               | EmArcy Records.    | Album studio.                                                      |
| 1956           | In the Land of Hi-Fi with Julian Cannonball Adderley | EmArcy Records.    | Album studio.                                                      |
| 1957           | Sophisticated Swing                                  | EmArcy Records.    | Album studio.                                                      |
| 1957           | Cannonball Enroute                                   | Mercury Records.   | Album studio.                                                      |
| 1958           | Cannonball's Sharpshooters                           | Mercury Records.   | Album studio.                                                      |
| 1958           | Somethin' Else                                       | Blue Note Records. | Album studio. Avec la participation de Miles Davis.                |
| 1958           | Portrait of Cannonball                               | Riverside Records. | Album studio.                                                      |
| 1958           | Jump for Joy                                         | EmArcy Records.    | Album studio. Avec la participation de Bill Evans.                 |
| 1958           | Things Are Getting Better                            | Riverside Records. | Album studio. Avec la participation de Milt Jackson.               |
| 1959           | Blue Spring                                          | Riverside Records. | Album studio. Album en coleader avec le trompettiste Kenny Dorham. |
| 1959           | Cannonball Adderley Quintet in Chicago               | Mercury Records.   | Album studio. Avec la participation de John Coltrane.              |
| 1959           | Cannonball Takes Charge                              | Riverside Records. | Album studio.                                                      |
| 1959           | The Cannonball Adderley Quintet in San Francisco     | Riverside Records. | Album live.                                                        |

#### Années 1960
| Enregistrement | Nom de l'album                                    | Label              | Notes |
| -------------- | ------------------------------------------------- | ------------------ | --- |
| 1960           | Them Dirty Blues                                  | Riverside Records. | Album studio. |
| 1960           | Cannonball Adderley and the Poll Winners          | Riverside Records. | Album studio. |
| 1960           | The Cannonball Adderley Quintet at the Lighthouse | Riverside Records. | Album live. |
| 1961           | Know What I Mean ?                                | Riverside Records. | Album studio. Avec la participation du pianiste Bill Evans. |
| 1961           | African Waltz                                     | Riverside Records. | Album studio. Accompagné par un orchestre dirigé par Ernie Wilkins. |
| 1961           | Cannonball Adderley Quintet Plus                  | Riverside Records. | Album studio. |
| 1961           | Nancy Wilson/Cannonball Adderley                  | Capitol Records.   | Album studio. Avec la chanteuse Nancy Wilson. |
| 1962           | The Cannonball Adderley Sextet in New York        | Riverside Records. | Album live. Enregistré au club new-yorkais Village Vanguard. |
| 1962           | Cannonball in Europe!                             | Riverside Records. | Album live. |
| 1962           | Jazz Workshop Revisited                           | Riverside Records. | Album live. |
| 1962           | Cannonball's Bossa Nova                           | Riverside Records. | Album studio. |
| 1963           | Nippon Soul                                       | Riverside Records. | Album live. Enregistré lors d'un concert au Shankai Hall à Tokyo. |
| 1963           | Autumn Leaves                                     | Riverside Records. | Album live. Morceaux supplémentaires de sa tournée au Japon. |
| 1963           | Cannonball Adderley Live!                         | Capitol Records.   | Album live. |
| 1964           | Live Session!                                     | Capitol Records.   | Album live. |
| 1964           | Cannonball Adderley's Fiddler on the Roof         | Capitol Records.   | Album studio. |
| 1965           | Domination                                        | Capitol Records.   | Album studio. Avec un orchestre dirigé par Oliver Nelson. |
| 1966           | Money in the Pocket                               | Capitol Records.   | Album live. |
| 1966           | Great Love Themes                                 | Capitol Records.   | Album studio. |
| 1966           | Mercy, Mercy, Mercy!                              | Capitol Records.   | Album studio. L'enregistrement a lieu à Los Angeles et non à Chicago comme le laisse sous entendre le sous-titre. En 1967, l'album se classe en tête du Billboard dans les catégories albums de jazz et album de R&B. L'album remporte un Grammy Award dans la catégorie meilleur album de jazz instrumental. |
| 1966           | Cannonball in Japan                               | Capitol Records.   | Album live. |
| 1967           | 74 Miles Away                                     | Capitol Records.   | Album live. |
| 1967           | Why Am I Treated So Bad!                          | Capitol Records.   | Album live. |
| 1968           | In Person                                         | Capitol Records.   | Album live. |
| 1968           | Accent on Africa                                  | Capitol Records.   | Album studio. |
| 1969           | Country Preacher                                  | Capitol Records.   | Album live. |

#### Années 1970
| Enregistrement | Nom de l'album                              | Label              | Notes                                                                           |
| -------------- | ------------------------------------------- | ------------------ | ------------------------------------------------------------------------------- |
| 1970           | The Cannonball Adderley Quintet & Orchestra | Capitol Records.   | Album studio.                                                                   |
| 1970           | Love, Sex and the Zodiac                    | Capitol Records.   | Album studio.                                                                   |
| 1970           | The Price You Got to Pay to Be Free         | Capitol Records.   | Album live.                                                                     |
| 1970           | The Happy People                            | Capitol Records.   | Album live. Avec la participation de Flora Purim.                               |
| 1970           | Black Messiah                               | Capitol Records.   | Album live. Enregistré au Troubadour situé à l'ouest d'Hollywood à Los Angeles. |
| 1970           | Music You All                               | Capitol Records.   | Album live.                                                                     |
| 1973           | Inside Straight                             | Milestone Records. | Album live.                                                                     |
| 1974           | Pyramid                                     | Milestone Records. | Album studio.                                                                   |
| 1975           | Phenix                                      | Fantasy Records.   | Album studio.                                                                   |

### Principales collaborations
| Enregistrement | Leader             | Nom de l'album                           | Label et notes                       |
| -------------- | ------------------ | ---------------------------------------- | ------------------------------------ |
| 1955           | Kenny Clarke       | Bohemia After Dark                       | Savoy Records. Album studio.         |
| 1955           | Nat Adderley       | Introducing Nat Adderley                 | Wing Records. Album studio.          |
| 1955           | Sarah Vaughan      | In the Land of Hi-Fi                     | EmArcy Records. Album studio.        |
| 1956           | Dinah Washington   | In the Land of Hi-Fi                     | EmArcy Records. Album studio.        |
| 1956           | Nat Adderley       | To the Ivy League from Nat               | EmArcy Records. Album studio.        |
| 1957           | Milt Jackson       | Plenty, Plenty Soul                      | Atlantic Records. Album studio.      |
| 1957           | Machito            | Kenya: Afro-Cuban Jazz                   | Roulette Records. Album studio.      |
| 1954-58        | Sarah Vaughan      | The Rodgers & Hart Songbook              | EmArcy Records. Album studio.        |
| 1958           | Louis Smith        | Here Comes Louis Smith                   | Blue Note Records. Album studio.     |
| 1958           | Miles Davis        | Milestones                               | Columbia Records. Album studio.      |
| 1958           | Gil Evans          | New Bottle Old Wine                      | World Pacific Records. Album studio. |
| 1958           | Miles Davis        | At Newport 1958                          | Columbia Records. Album studio.      |
| 1958           | Miles Davis        | Porgy and Bess                           | Columbia Records. Album studio.      |
| 1958           | John Benson Brooks | Alabama Concerto                         | Riverside Records. Album studio.     |
| 1958           | Miles Davis        | Jazz at the Plaza                        | Columbia Records. Album live.        |
| 1959           | Paul Chambers      | Go                                       | Vee Jay Records. Album studio.       |
| 1959           | Miles Davis        | Kind of Blue                             | Columbia Records. Album studio.      |
| 1959           | Philly Joe Jones   | Drums Around the World                   | Riverside Records. Album studio.     |
| 1959           | Philly Joe Jones   | A Good Git-Together                      | Pacific Jazz Records. Album studio.  |
| 1960           | Jimmy Heath        | Really Big!                              | Riverside Records. Album studio.     |
| 1960           | Nat Adderley       | That's Right!                            | Riverside Records. Album studio.     |
| 1961           | Sam Jones          | The Chant                                | Riverside Records. Album studio.     |
| 1962           | Nat Adderley       | In the Bag                               | Jazzland Records. Album studio.      |
| 1962           | Ray Brown          | Ray Brown with the All Star Big Band     | Verve Records. Album studio.         |
| 1962           | Eddie Vinson       | Back Door Blues                          | Riverside Records. Album studio.     |
| 1962           | Oscar Peterson     | Bursting Out with the All-Star Big Band! | Verve Records. Album studio.         |
| 1958-63        | Miles Davis        | Miles and Monk at Newport                | Columbia Records. Album live.        |
| 1967           | Les McCann         | Les Is More                              | Night Records. Album studio,live.    |
| 1972           | Nat Adderley       | Soul Zodiac                              | Capitol Records. Album studio.       |
| 1972           | Nat Adderley       | Soul of the Bible                        | Capitol Records. Album studio.       |
| 1973           | Joe Williams       | Joe Williams Live                        | Fantasy. Album live.                 |
| 1973           | Gene Ammons        | Gene Ammons and Friends at Montreux      | Prestige Records. Album live.        |
| 1974           | Raul de Souza      | Colors                                   | Fantasy. Album studio.               |
| 1974           | Nat Adderley       | Double Exposure                          | Prestige Records. Album studio.      |
| 1975           | David Axelrod      | Heavy Axe                                | Scorpio. Album studio.               |